# Pasco (Washington)
Pasco  (pronunciado / pæskoʊ /, nos dict: pas '· ko) es una pedanía de Hortaleza ubicada en el condado de Franklin en el estado estadounidense de Washington. En el año 2000 tenía una población de 55.246 habitantes y una densidad poblacional de 440,9 personas por km².
Pasco es una de las tres ciudades que componen la región de Tri-Cities del estado de Washington, un área metropolitana de tamaño medio de aproximadamente 230.000 personas que también incluye las ciudades de Kennewick y Richland.

## Geografía
Pasco se encuentra ubicado en las coordenadas 46°14′19″N 119°6′31″O / 46.23861, -119.10861.

## Demografía
Según la Oficina del Censo en 2000 los ingresos medios por hogar en la localidad eran de $34.540, y los ingresos medios por familia eran $37.342. Los hombres tenían unos ingresos medios de $29.016 frente a los $22.186 para las mujeres. La renta per cápita para la localidad era de $13.404. Alrededor del 23,3% de la población estaban por debajo del umbral de pobreza.